# Cisterna Bazilike
Cisterna bazilike (turski: Yerebatan Sarayı ili Yerebatan Sarnıcı, tj. "Potopljena palača" ili "Potopljena cisterna") je najveća od nekad nekoliko stotina cisterni ispod grada Konstantinopola (Istanbul) u današnjoj Turskoj. Cisterna se nalazi 150 metara jugozapadno od Aja Sofije, ispod negdašnje antičke bazilike (po kojoj je dobila ime), a izgrađena je u 6. stoljeću, za vladavine bizantskog cara Justinijana I. Velikog, kako bi se rastućem gradu osigurala pitka voda.
Cisterna je podzemna komora promjera 138 x 64,6 metara ispunjen šumom snažnih stupova i lukova. Svod poznat kao "klaustarski" (Manastir Tonozu) izgrađen je od opeke povezane posebnom vodootpornom žbukom, kao i zidovi koji su debeli 3,5 metra. Izvorno je na njezinom svodu postojao popločani krug koji je kasnije prekriven velikom stanogradnjom[pojasniti] koja je nastavljena tijekom osmanskog razdoblja. Građani u njezinoj blizini su dolazili do vode kroz velike okrugle otvore na njezinom svodu.
God. 1940. nekoliko građevina oko bazilike je nacionalizirano i općina je izgradila monumentalni ulaz u Cisternu bazilike. Također, od 1985. – 88. provedeno je veliko čišćenje od mulja i prljave vode kada su se ukazale dvije velike glave Meduza koje su bile baze stupova na sjeverozapadnoj strani. One su veličanstvene skulpture nepoznatog podrijela iz najranijeg razdoblja antičkog Konstantinopola.

## Vanjske poveznice
- Bizant 1200.|Cisterna Bazilike